# 다르긴어
다르긴어(Дарган мез) 또는 다르과어(Dargwa)는 다게스탄 서부의 다르긴인들이 사용하는 언어이다. 공식적인 다르기 문어(러시아어: Даргинский литературный язык)와 별도로 방언연속체인 다르기어 내에는 크게 쿠바치(Кубачинский, ГӀугъбуган), 이차리(Ицаринский, ИцӀрила гъай), 카이타크(Кайтагский, Хайдакьан), 치라크(Чирагский, Хьугъул мец) 방언이 존재한다. 문자는 키릴 문자를 사용한다.
2002년의 인구 조사에서 42만 9,347명의 다르기어 사용자가 다게스탄 공화국에 거주하고, 7,188명이 칼미크 공화국, 1,620명이 한티만시 자치구에, 680명이 체첸 공화국, 나머지 1,000명 이상은 러시아의 다른 지역에 거주한다. 라흐 방언을 사용하는 다르기인들은 14만2,523명이 다게스탄 공화국에, 1,504명이 카바르디노발카르 공화국에, 708명이 한티만시 자치구에 거주한다.

## 닿소리
|                |        | 순음 | 치경음 | 치경음 | 후치경음 | 경구개음 | 연구개음 | 구개수음 | 후두개음 | 성문음 |
| 평음           | 치찰음 | 순음 |        |        | 후치경음 | 경구개음 | 연구개음 | 구개수음 | 후두개음 | 성문음 |
| -------------- | ------ | ---- | ------ | ------ | -------- | -------- | -------- | -------- | -------- | ------ |
| 비음           | 비음   | m    | n      |        |          |          |          |          |          |        |
| 파열음/ 파찰음 | 무성음 | p    | t      | t͡s     | t͡ʃ       |          | k        | q        | ʡ        | ʔ      |
| 파열음/ 파찰음 | 방출음 | pʼ   | tʼ     | t͡sʼ    | t͡ʃʼ      |          | kʼ       | qʼ       | ʡ        | ʔ      |
| 파열음/ 파찰음 | 유성음 | b    | d      | d͡z     | d͡ʒ       |          | ɡ        | ɢ        | ʡ        | ʔ      |
| 마찰음         | 무성음 | f    |        | s      | ʃ        | ç        | x1       | χ        | ʜ        |        |
| 마찰음         | 유성음 | v    |        | z      | ʒ        | ʝ        | ɣ2       | ʁ        | ʢ        | ɦ      |
| 전동음         | 전동음 |      | r      |        |          |          |          |          |          |        |
| 접근음         | 접근음 | w    | l      |        |          | j        |          |          |          |        |

1. 주로 /ç/의 이음으로 들립니다.
2. 주로 /ʝ/의 이음으로 들립니다.